# Robert Martinek
Pour les articles homonymes, voir Martinek.
Robert Martinek (né le 2 février 1889 à Gratzen et mort le 28 juin 1944 à Berazino en Union soviétique) est un General der Artillerie allemand qui a servi au sein de la Heer dans la Wehrmacht pendant la Seconde Guerre mondiale.
Il a été officier d'artillerie dans l'armée austro-hongroise durant la Première Guerre mondiale, puis dans la Bundesheer autrichienne et pendant la Seconde Guerre mondiale dans la Heer au sein de la Wehrmacht. Il est considéré comme l'un des artilleurs les plus qualifiés de sa génération.
Il a été récipiendaire de la croix de chevalier de la croix de fer avec feuilles de chêne. La croix de chevalier de la croix de fer et son grade supérieur, les feuilles de chêne, sont attribués pour récompenser un acte d'une extrême bravoure sur le champ de bataille ou un commandement militaire accompli avec succès.

## Biographie

### Service militaire
Robert Martinek est né le 2 février 1889 à Gratzen (aujourd'hui Nové Hrady en République tchèque), où son père était  brasseur. 

Il s'engage dans l'armée de l'Autriche-Hongrie en 1907. Il est promu Leutnant en 1910, Oberleutnant en 1914, et Hauptmann en 1917 pour sa bravoure exceptionnelle. Après la Première Guerre mondiale, il sert dans la Bundesheer, où il enseigne à l'École d'artillerie de l'armée autrichienne, et est responsable d'un certain nombre d'innovations techniques.

Après l'annexion de l'Autriche par l'Allemagne nazie, Robert Martinek continue à servir dans la Wehrmacht au sein de la Heer. Il dirige l'artillerie du VIIe corps d'armée allemand dirigé par le général Eugen Ritter von Schobert, et à ce titre, il commande les tirs de préparation d'artillerie lors du franchissement de la Chiers au sud-est de Sedan, et lors de l'attaque de l'ouvrage de La Ferté, avec un rôle décisif dans la réussite de cette première attaque d'un élément de la ligne Maginot. De fin 1941 à 1942, il se voit confier le commandement de la 267e division d'infanterie, et est promu Generalleutnant (Lieutenant-général), la 7. Gebirgs-Division (7e division de montagne) en 1942. Lors de la bataille de Sébastopol, il a sous son commandement la concentration extrêmement forte d'artillerie (y compris l'énorme Dora et l'artillerie de siège Mortier Karl).

Le 1er décembre 1942, Martinek prend le commandement du XXXIX. Panzerkorps, avec lequel il a vu un certain nombre d'actions sur le front de l'Est ; au début de 1943, il est promu General der Artillerie.

### Décès
En juin 1944, le XXXIX. Panzerkorps a été attribué au Groupe d'armées Centre en Biélorussie. Peu avant l'énorme offensive soviétique d'été : l'opération Bagration, un commandant de bataillon de la 12e division d'infanterie soulève des préoccupations concernant une éventuelle attaque avec Martinek, qui était sur une tournée d'inspection. Martinek accepte mais en réponse cite le proverbe « quand Dieu veut détruire, il frappe en aveugle le premier ».
Les forces soviétiques ont lancé une attaque écrasante sur le groupe d'armées Centre le 23 juin ; le XXXIX. Panzerkorps de Martinek est rapidement débordé et il doit ordonner de revenir à des positions plus défensives. Martinek est tué dans une attaque aérienne le 28 juin, tout en étant conduit à un poste de commandement à proximité de Berazino.

## Littératures
Ses notes de la Première Guerre mondiale ont été publiés dans le Kriegstagebuch eines Batterie-Kommandanten 1914-1918.

Il a également été l'objet d'un livre écrit par Erich Dethleffsen.

## Décorations
- Croix de fer
  - 2e classe
  - 1re classe
- Médaille du front de l'Est
- Croix allemande en or (21 mars 1943)
- Croix de chevalier de la croix de fer avec feuilles de chêne
  - Croix de chevalier le 26 décembre 1941
  - 388e feuilles de chêne le 10 février 1944